# Bieniszew-Klasztor
Bieniszew-Klasztor est une localité polonaise de la gmina rurale de Kazimierz Biskupi, située dans le powiat de Konin en voïvodie de Grande-Pologne. Elle se situe à environ 13 kilomètres au nord-ouest de la ville de Konin et 86 kilomètres à l'est de Poznań, la capitale régionale. 

## Géographie

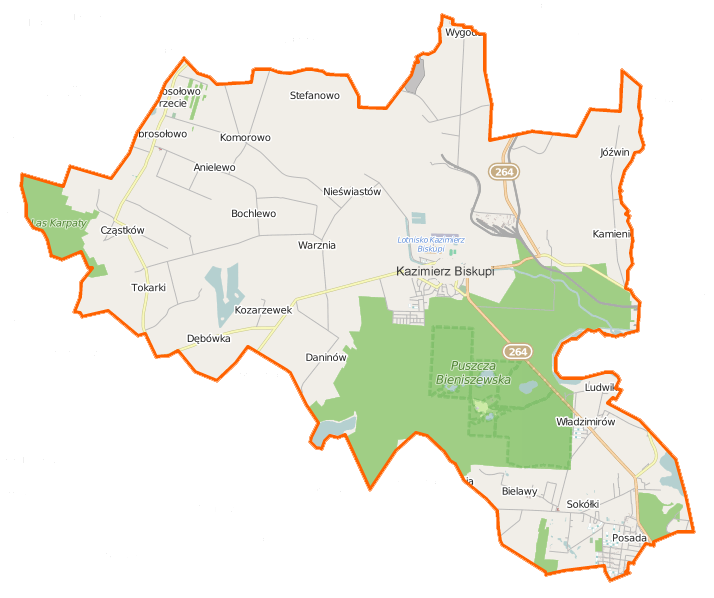
Carte de la gmina de Kazimierz Biskupi.

## Le monastère

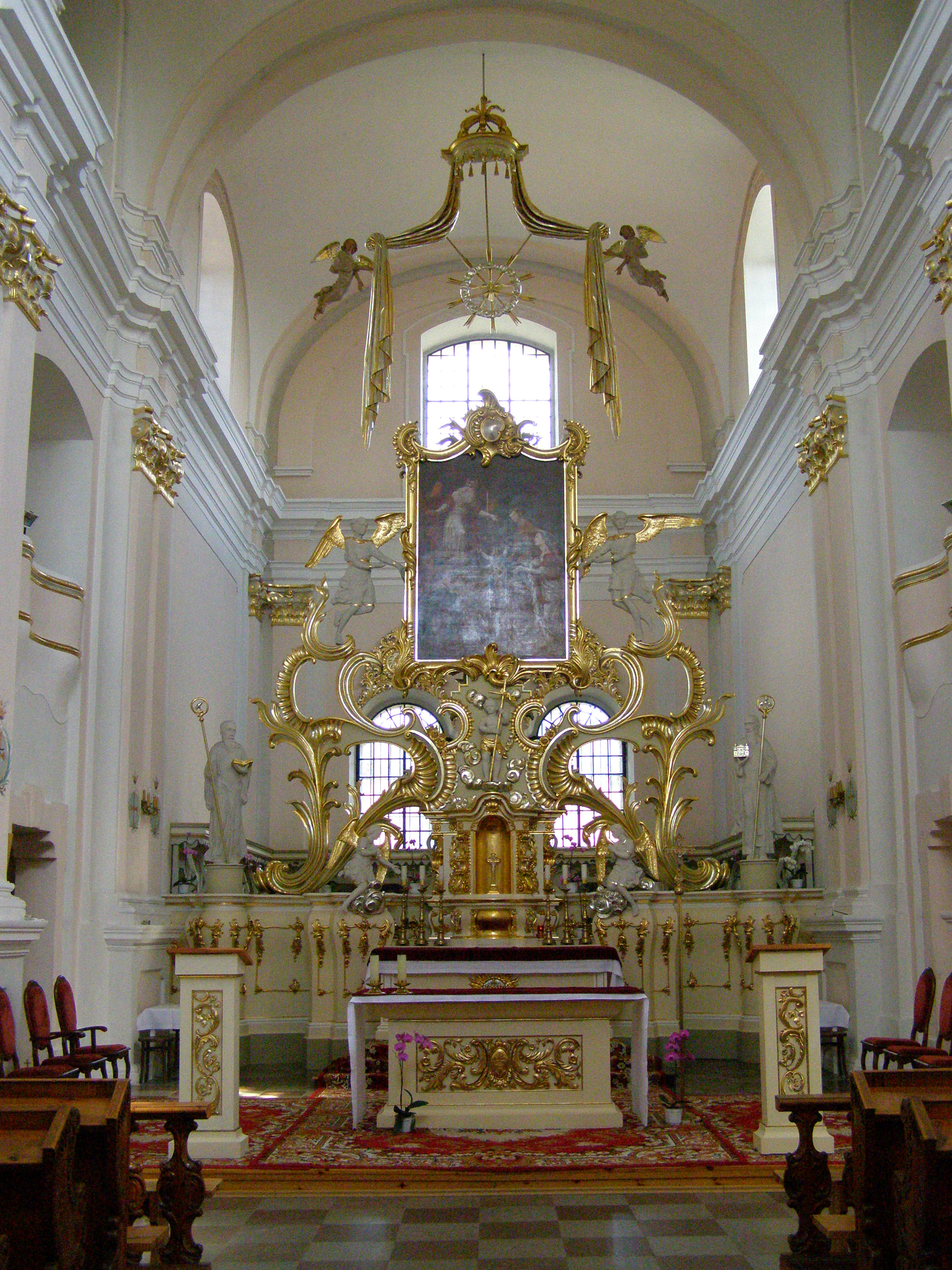
Le maître-autel de l'église du monastère.

L'endroit est célèbre pour son monastère camaldule, ancien ermitage de cinq frères morts martyrs : Benoît, Jean, Mathieu, Isaac et Christian, traditionnellement connus pour être les premiers moines camaldules polonais. 
La fondation du monastère a commencé au début du XVIIe siècle. La première messe a été célébrée le 17 octobre 1666. En 1741, un incendie détruisit la quasi-totalité de l'église avec son grand autel principal, six ans plus tard, la construction de la nouvelle église en briques a commencé. En raison de la mauvaise situation financière du monastère, les travaux ont duré près de 34 ans. Elle fut consacrée en 1797.
Rattaché à l'Empire russe, le nombre de moines diminua. En 1810, il n'y avait plus que cinq frères, ce qui est insuffisant pour élire un nouvel abbé. En 1819, le monastère a été dissous. Trois ermites sont morts dans les camps de concentration. 
Après la Seconde guerre mondiale, des camaldules revinrent à Bieniszew et commencèrent à reconstruire les dommages. Les travaux de restauration ont duré près de 30 ans. Il est actuellement la maison du noviciat de Pologne.
En 2003, le monastère a célébré le 1000e anniversaire du martyre des cinq frères. Les célébrations ont rassemblé des milliers de pèlerins qui ont transformé le monastère en centre religieux durant quelques jours.

### Articles liés
- Ordre camaldule
- Martyrs de Międzyrzecz